# Frane Cota
Frane Cota (Knin, 29. rujna 1898. – Zagreb, 20. siječnja 1951. je bio hrvatski kipar, arhitekt i olimpijac. Javnost ga danas pamti kao arhitekta, iako se on prvenstveno smatrao kiparem.

## Životopis
Rođen je u Kninu. 
Pohađao je dvogodišnju umjetničku školu u Splitu, s Jurjem Škarpom (s kojim je 1924. sudjelovao na Olimpijskim igrama) pohađao u Peruzzijevoj klasi.
1924. je godine sudjelovao na Olimpijskim igrama u Parizu. Sudjelovao je u umjetničkim natjecanjima, kategorija "mješovito kiparstvo". S njime se natjecao njegov školski kolega Juraj Škarpa. Škarpa je predstavio svoj rad Hrvač, a Frane Cota Trkača i Bacanje kamena.
Zahvaljujući fra Luji Marunu mogao je otići na škole u Beč, gdje je pohađao akademiju lijepih umjetnosti. Položivši za akademskog kipara, vratio se je u Hrvatsku. Otišao jeu Zagreb gdj je studirao arhitekturu na Tehničkom fakultetu u Zagrebu. 
Prvo je radio na zagrebačkoj visokoškolskoj ustanovi, Višoj pedagoškoj školi, gdje je bio profesor te potom na Tehničkom fakultetu u Zagrebu gdje je radio od 1934. do 1950. godine. 
Stilski je na nj utjecao Ivan Meštrović. Kroz njegov se stvarateljski opus primjećuje kretanje od bečke secesije pa do neoklasicizma i realizma. 
Radio je i djela hrvatske domoljubne tematike (reljef Kralja Tomislava povodom 1000 godina Hrvatskog kraljevstva, 925. – 1925.)
Kiparski opus obilježili su mu figure, aktovi, portreti, reljefi, spomenici, medalje i plakete. Radio je djela u bronci. Dizajnirao je novac i bavio se grafičkim dizajnom. 
U arhitekturi pripada školi zagrebačkog funkcionalizma i bio je među istaknutim predstavnicima hrvatske arhitekture u razdoblju između dvaju svjetskih ratova. Poznate su mu građevine u Zagrebu (villa Deutsch, među najimpresivnijim izdanjima zagrebačke moderne te villa Botteri) i Splitu (kuća Marangunić).
Otac je hrvatskog arhitekta Ljubomira Cote.

## Galerija
- Spomen-ploča u Palmotićevoj ulici u Zagrebu na kući u kojoj je umro Eugen Kumičić, postavljeno 1925. godine.
- Zdenac Tomislav. Lik kralja Tomislava na prijestolju koji pridržava štit s hrvatskim šahiranim grbom, zdenac u Sincu.

## Vanjske poveznice
- Cota, Frane Hrvatska tehnička enciklopedija, portal hrvatske tehničke baštine. LZMK